# Uschi (Lied)
Uschi ist ein 1981 veröffentlichtes Lied des Schweizer Musikers Stephan Sulke, das vor allem in Deutschland erfolgreich war. Textlich ist es eine milde Satire auf die Emanzipationsbewegung und die damit verbundenen Erwartungen an Männer, denen der Ich-Erzähler im Lied zu entsprechen versucht, um die Gunst von Uschi zu behalten.

Etikett der Single Uschi von 1982, B-Seite: Die Moral.

## Musik
Aufgenommen wurde die Nummer 1981 in Bern von: Stephan Sulke (Piano und Gesang. Der Gesang wurde mit dem deutschen Fabrikat, einem Neumann U 67-Mikrofon, aufgenommen), Wolfgang Schmid (Bass), Todd Canedy (Schlagzeug) und Kristian Schultze (Synthesizer und Electric Piano).
Das 1:50 Minuten lange Stück im 4⁄4-Takt wird im Tempo von 145 Beats per minute gespielt. Es beginnt mit einem Snaredrum-Schlag und dem Ton gis, gespielt als Viertelnote auf dem Piano und dem E-Bass, dem drei stille Schläge folgen. Der Gesang setzt auf dem dritten Schlag dieses Takts ein. Erst im zweiten Takt kommen Bassdrum und Snare hinzu, ergänzt durch eine gedämpfte und treibend wirkenden Cowbell auf jedem Beat. In Breaks zwischen den Strophen stoppen das Schlagzeug und die anderen Begleitinstrumente (Piano, Keyboard, E-Bass) erneut für einen Takt, während der Gesang bereits wieder einsetzt. Das Lied ist in Gis-Dur komponiert. Es endet nach der letzten Strophe abrupt genau auf der letzten Textsilbe.

## Text
Uschi beginnt mit dem Refrain
Uschi mach kein’ Quatsch

Uschi komm sei lieb zu mir

Uschi mach kein’ Quatsch

Weil ich sonst noch den Kopf verlier
Es folgen vier Strophen, in denen das lyrische Ich dem Gegenüber Uschi  Verhaltensversprechungen macht, die jeweils bekräftigend-unterwürfig mit der Konjunktion auch eingeleitet werden. So wird der Sänger etwa nicht mehr küssen, ohne zuvor zu fragen. Er wird keine über das Händchenhalten hinaus gehenden Aktivitäten fordern, in der Küche arbeiten, sein Taschengeld nicht mehr in Alkohol umsetzen oder Uschi gar als Emanze bezeichnen, stattdessen aber als Frau verkleidet an einer offenbar feministischen Demonstration in der Berner Elfenau teilnehmen und zuletzt auch Uschis Nachnamen annehmen, obschon er eigentlich nicht Tulpenstengel heißen möchte.
Der Song ironisiert so ein Paarverhältnis, in dem der Mann der Frau zur Vermeidung von Sanktion und Liebesentzug („mach kein' Quatsch“) ein an den Vorstellungen von Gleichberechtigung orientiertes, tatsächlich aber als gefällig-unterwürfig überzeichnetes Verhalten anbietet. Dies umfasst in der ersten Strophe den Bereich der einvernehmlichen Sexualität, in der zweiten Strophe die Einteilung von Geld und die Mitwirkung bei der Hausarbeit, in der dritten das feministische Engagement und zuletzt die Annahme des Familiennamens der Frau und damit verbunden die vermeintliche Aufgabe männlicher Identität.
Ob dabei eine als übertrieben dargestellte weibliche Emanzipation in der Beziehung aufs Korn genommen wird oder die Unfähigkeit des Mannes dem emanzipatorischen Anspruch der Frau, ohne die im Lied dargestellte Unterwürfigkeit zu begegnen, bleibt letztlich offen.

## Veröffentlichung und Resonanz
Sulke hatte das Stück ursprünglich als „Auffüllware“ für die LP Stephan Sulke 6 (1981) geschrieben, da noch ein Lied fehlte, um die LP voll zu bekommen. Er habe auf eine real existierende, humorlose Frau angespielt, mit der er unterschiedlicher Meinung über die Eigenschaften von Mann und Frau war. In der Beschäftigung damit wollte er aber selbst Humorlosigkeit vermeiden. Sein ursprüngliches Publikum habe mit dem Text so seine Schwierigkeiten gehabt, insgesamt wurde die Single 1982 aber zu seinem größten Verkaufs- und einzigen Charterfolg. Seitdem gehört es zum Pflichtprogramm bei Liveauftritten Sulkes. In der Sendung ZDF-Hitparade gelangte Uschi am 7. Juni 1982 auf den dritten Platz. Daher sang Sulke das Lied dort erneut am 5. Juli. Dieter Thomas Heck, Moderator der Sendung, wurde von Sulkes Wunsch überrascht, sich zusätzlich zum vorgeschriebenen live-Gesang auch noch live am Klavier zu begleiten. Hinzu kommt, dass er beim ersten Auftritt am 7. Juni das Lied, zwischen der dritten und vierten Strophe, mit einer zusätzlichen eingefügten, eigens von ihm für die ZDF-Hitparade getexteten Strophe, vortrug.
Ebenfalls 1982 nahm James Last das Lied, auf seiner Platte Sing mit – Wir wollen Spass!, in sein Medley mit Stücken der Neuen Deutschen Welle auf.
Auch ein offizielles Video zum Lied wurde seinerzeit gedreht, mit einem Sulke, u. a. im weißen Hemd mit Krawatte und Schürze, dabei z. B., passend zum Text, in der Küche stehend, um Geschirr abzutrocknen.

## Andere von Sulke veröffentlichte Versionen des Liedes
- 1999: Uschi 99 – Auf seiner CD „moll & dur“
- 2000: Uschi    – Auf seiner CD „Live“
- 2004: Uschi    – Auf seiner CD „60“ sind zwei Aufnahmen
- 2011: Uschi (Sulke im Duett mit Lilo Wanders) – Auf seiner CD „Enten hätt’ ich züchten sollen…“
- 2020: Uschi 2020 – MP3-download und/oder streamen